# Gruta do Cruzeiro
A Gruta do Cruzeiro é uma gruta portuguesa localizada na freguesia do Capelo, concelho da Horta, ilha do Faial, arquipélago dos Açores.
Esta formação geológica apresenta uma geomorfologia de Tubo de lava em campo de lava e apresenta um comprimento de 30 m.